# Providenia
Providenia (en russe : Провидения) est une commune urbaine du district autonome de Tchoukotka, en Russie. Sa population s'élevait à 2 141 habitants en 2021.
Selon la légende, reprise par Google Santa Tracker (en), Providenia serait la première ville desservie par le Père Noël,.

## Géographie
Providenia se trouve sur le détroit de Béring, dans la baie de Providenia, 6 403 km à l'est de Moscou.

## Histoire
Providenia était un port militaire soviétique. Il y a une école technique, un cinéma, une poste et un musée sur la culture et l'histoire de la région de Tchoukotka.
Mike Horn en butte aux tracasseries administratives russes, y est coincé plusieurs mois en 2003. Il parvient enfin à quitter la ville le 17 décembre.

## Population
Recensements (*) ou estimations de la population
| 1959* | 1970* | 1979* | 1989* | 2002* |
| ----- | ----- | ----- | ----- | ----- |
| 4 840 | 6 586 | 4 643 | 5 432 | 2 723 |

| 2004  | 2005  | 2006  | 2007  | 2008  |
| ----- | ----- | ----- | ----- | ----- |
| 2 700 | 2 749 | 2 717 | 2 716 | 2 678 |

| 2009  | 2010* | 2012  | 2013  | 2014  |
| ----- | ----- | ----- | ----- | ----- |
| 2 616 | 1 970 | 2 008 | 1 951 | 1 993 |

| 2015  | 2016  | 2017  | 2018  | 2019  |
| ----- | ----- | ----- | ----- | ----- |
| 2 034 | 2 082 | 2 109 | 2 151 | 2 165 |

| 2020  | 2021  | - | - | - |
| ----- | ----- | - | - | - |
| 2 091 | 2 141 | - | - | - |